# Claude Jager
Claude Jager(Elvange, 1940) é um alpinista e guia de alta montanha francês.
Durante os seus estudos no Instituto Nacional de Ciências Aplicadas em  Lyon, conhece os escaladistas Marc Martinetti, Jean-Paul Paris e Yannick Seigneur com os quais efectua os primeiros percursos na montanha. Guia-aspirante em 1964, abre toda uma série de novas vias. Nomeado professor no liceu do Fayet às portas do Monte Branco conhece Walter Cecchinel com o qual faz uma série de invernais.

## Ascensões
- Primeira ascensão da face Sul do Chapéu com Cornos nos Dent du Requin, com Marc Martinetti
- 1967 - directa da face Norte da Petit Dru com Michel Feuillarade, Jean-Paul Paris et Yannick Seigneur
- 1967 - pilar Norte da aiguille de Triolet com Michel Marchal, Heiz Bächli1 e H.R. Horisberger
- Invernal da face oeste das Drus com Walter Cecchinel
- Invernal do esporão Tournier na l'aiguille du Midi
- 1971 - invernal da face Norte da aiguille du Chardonnet
- 1972 - invernal do corrrdor Lagarde-Ségogne na aiguille du Plan com Walter Cecchinel
- 1973 - primeira invernal do corredor Norte de Les Drus com Walter Cecchinel, a 28 e 31 dezembro
- 1974 - primeira Invernal da face Norte da dent du Requin com Walter Cecchinel

## Publicaçôes
Com Jacques Martin Les Préalpes du Nord. Dents du Midi, Chablais, Haut-Faucigny, Bornes, Bauges, Chartreuse para os guias  das Les 100 plus belles courses; Paris, Demoël, 1977.

## Expedições
- 1969 - Esporão Norte do Kūh-e Shākūr, no Afghanistão
- 1971 - Expedição conduzida por Robert Paragot ao pilar Oeste do Makalu